# بات بورك
بات بورك (بالإنجليزية: Pat Burke)‏ مواليد 14 ديسمبر 1973 في دبلن، هو لاعب كرة سلة أيرلندي سابق بدأ مسيرته الاحترافية في سنة 1997. يبلغ طوله 6 قدم 11 بوصة (2.1 م). اعتزل اللعب في 2009.

## المسيرة الاحترافية
لعب مع ساسكي باسكونيا في الدوري الإسباني في موسم 1997–1998، ثم لعب مع أورلاندو ماجيك في موسم 2002–2003، ثم لعب مع سي بي غران كناريا في الدوري الإسباني في موسم 2003–2004، ثم لعب مع ريال مدريد لكرة السلة في موسم 2004–2005، ثم لعب مع فينيكس صنز من سنة 2005 إلى 2007، ثم لعب مع خيمكي في الدوري الروسي في موسم 2007–2008.

## روابط خارجية
- بات بورك على موقع الاتحاد الدولي لكرة السلة (الإنجليزية)
- بات بورك على موقع الدوري الأوروبي لكرة السلة (الإنجليزية)
- بات بورك على موقع إن بي أي (الإنجليزية)
- بات بورك على موقع سبورتس رفرنس (الإنجليزية)
- بات بورك على موقع الدوري الإسباني لكرة السلة (الإسبانية)
- بات بورك على موقع كرة السلة الأوروبية.كوم (الإنجليزية)
- بات بورك على موقع كلية كرة السلة في سبورتس رفرنس.كوم (الإنجليزية)
- بات بورك على موقع ريلجم (الإنجليزية)
- بات بورك على موقع بروبوليرز (الإنجليزية)
- بات بورك على موقع سبورتس رفرنس (الإنجليزية)